# Conjunto monumental de Santa Sofía

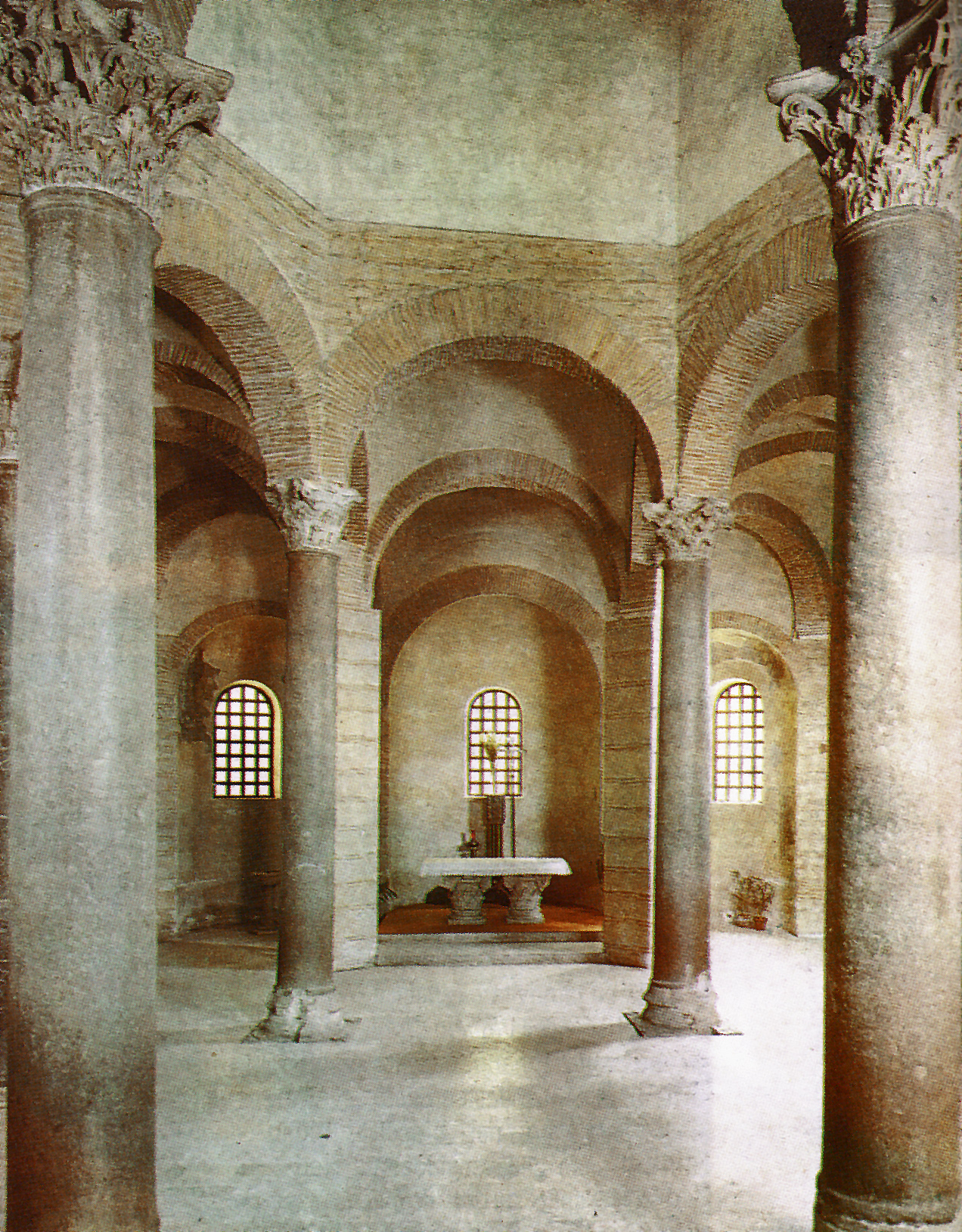
La iglesia lombarda.

El conjunto monumental de Santa Sofía (en italiano: complesso monumentale di Santa Sofia) es uno de los elementos protegidos por la Unesco como Patrimonio de la Humanidad en el sitio Centros de poder de los longobardos en Italia (568-774 d. C.) Se encuentra en Benevento, en la plaza que anteriormente llevaba el mismo nombre, hoy dedicada a a Giacomo Matteotti, frente al Corso Garibaldi. Comprende la iglesia, una de las más importantes de la Langobardia minor que han llegado a nuestros días, el campanario frente a la plaza, el antiguo monasterio con un hermoso claustro, la fuente en el centro de la zona.

## Historia

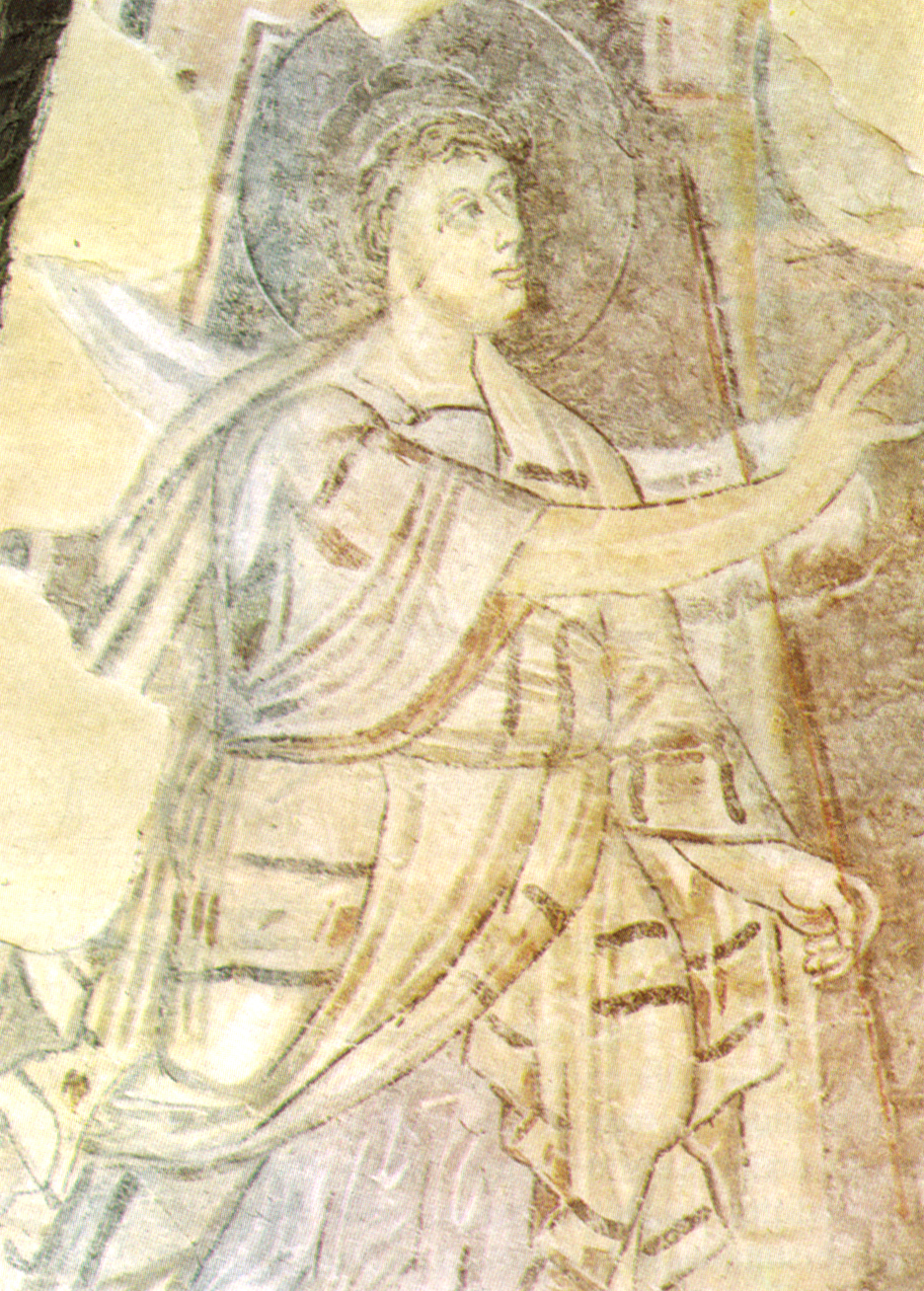
Anunciación de Zacarías (detalle), fresco en el ábside

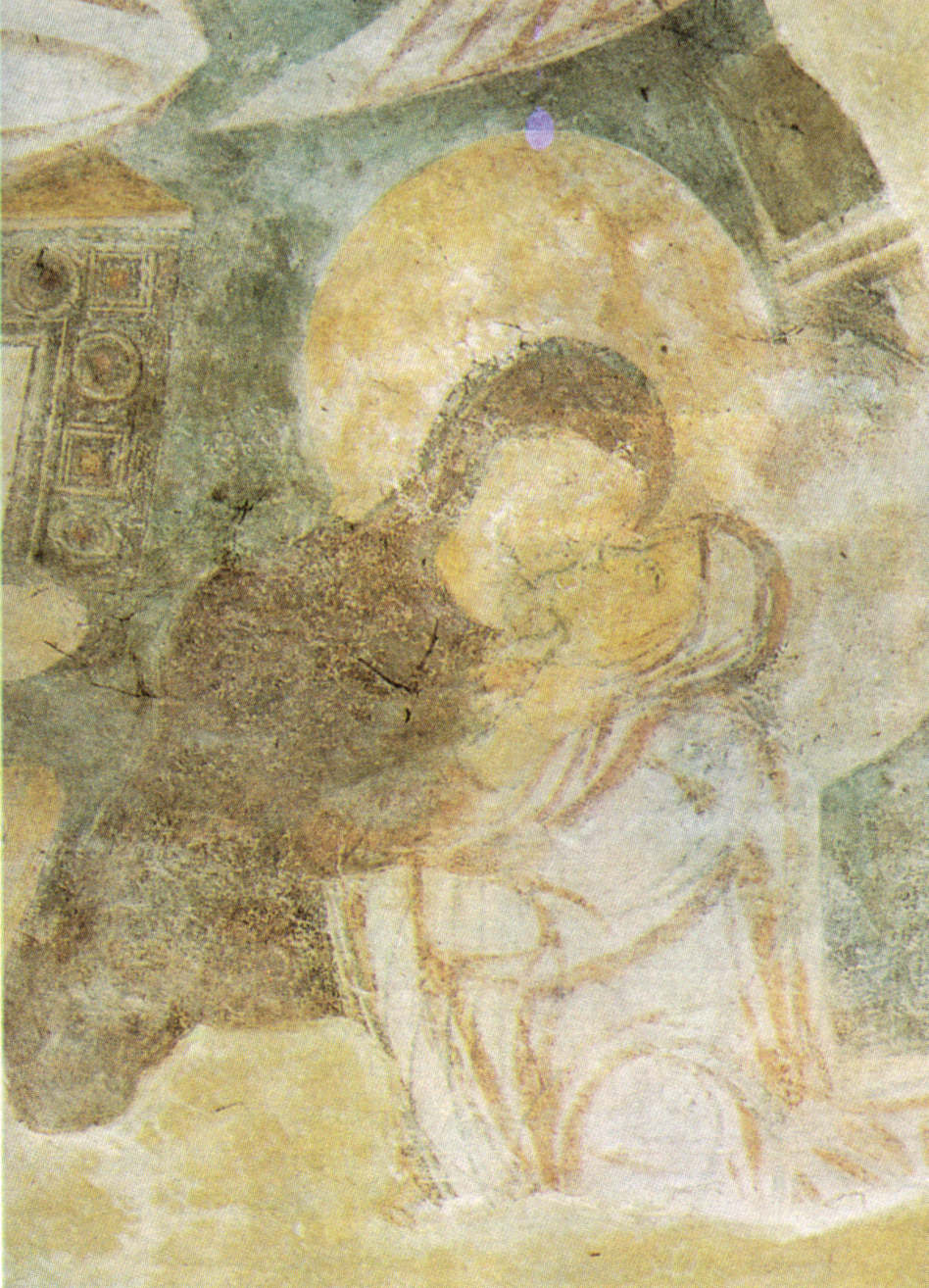
Fresco de la Visitación

El complejo de Santa Sofía se desarrolló en torno a la iglesia, fundada por el duque lombardo Arechis II en torno al 760. Tras la derrota de Desiderio a manos de Carlomagno (774) se convirtió en el templo nacional de los lombardos, que en el Ducado de Benevento habían encontrado refugio.
Justo en 774 la iglesia fue dedicada a Santa Sofía, con una donación; Arechi también se anexa un convento femenino benedictino que se convirtió, en torno al siglo XII, una de las más importantes de la Italia meridional. En torno a este período, por obra del abad Giovanni IV il Grammatico, cabeza del monasterio en 1119, se sometió a las primeras modificaciones: se añadieron un campanario románico a la izquierda de la fachada y un pórtico avanzado de cuatro columnas delante de la puerta de entrada, con un bajorrelieve ahora colocado en la luneta por encima de la entrada.
En 1595 los benedictinos abandonaron el monasterio. A continuación, sufrió graves daños la iglesia durante el terremoto del 5 de junio de 1688, que provocó el colapso de las adiciones medievales y de la cúpula primitiva, y de nuevo a causa del seísmo del 14 de marzo de 1702. Ya en esa ocasión el cardenal Orsini, futuro papa Benedicto XIII, quiso que la iglesia fuera reconstruida según el gusto barroco: en las labores de restauración, confiadas en 1705 al ingeniero Carlo Buratti, la planta se transformó de estrellada a circular, fueron construidas dos capillas laterales, se cambió el aspecto del ábside y de las pilastras. Fueron destruidos casi todos los frescos de artistas relacionados con la Escuela de miniatura beneventina (finales del siglo VIII-inicios del IX) que recubrieron la iglesia, de los cuales quedan solo algunos fragmentos con Historias de Cristo y de la Virgen.
Una restauración de 1951 restauró cuidadosamente, sobre la base de los documentos disponibles, los ábsides y la planta original de la iglesia lombarda y eliminó las capillas del siglo XVIII; sin embargo, dejó la fachada barroca casi sin cambios.

## La iglesia
La iglesia de Santa Sofía presenta un plano central muy original: en el centro seis columnas están dispuestas en los vértices de un hexágono y unidas por arcos que sujetan la cúpula. El hexágono interior está rodeado por un anillo decagonal co ocho pilastras y dos columnas a los lados de la entrada. No menos original es la forma de las paredes. La zona de los tres ábsides es circular, pero en la porción central y anterior los muros diseñaron parte de una estrella, interrumpida por el portón, con cuatro nichos en las esquinas. La fachada presenta, a partir de la restauración del siglo XVIII, de curvas.
De los frescos originales, de vivos colores, que una vez recubrieron todo el interior de la iglesia, quedan algunos fragmentos en los do ábsides laterales: el Anuncio a Zacarías, Zacarías mudo, la Anunciación y la Visitación de la Virgen.

## El monasterio

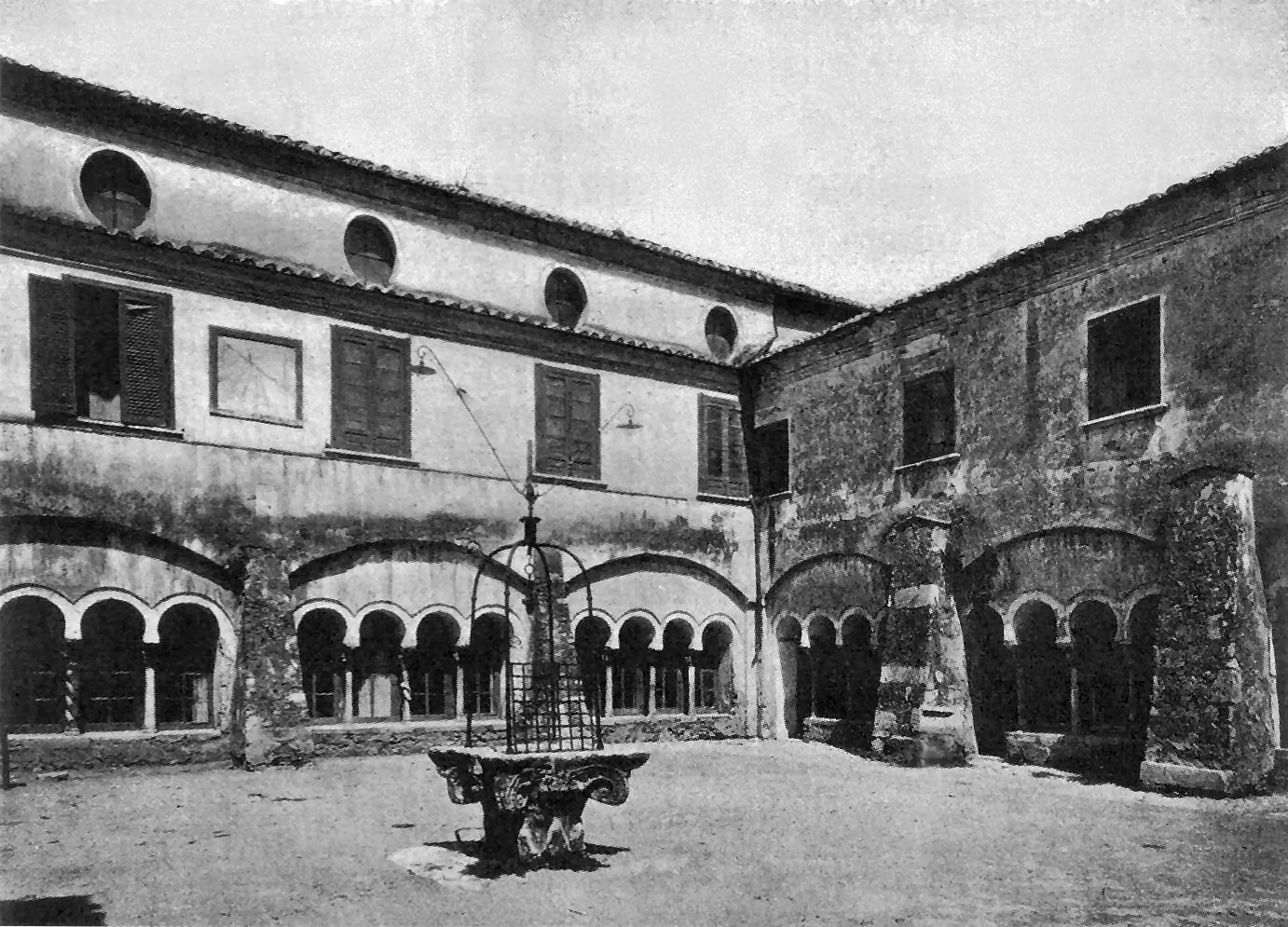
El claustro en una foto de principios del

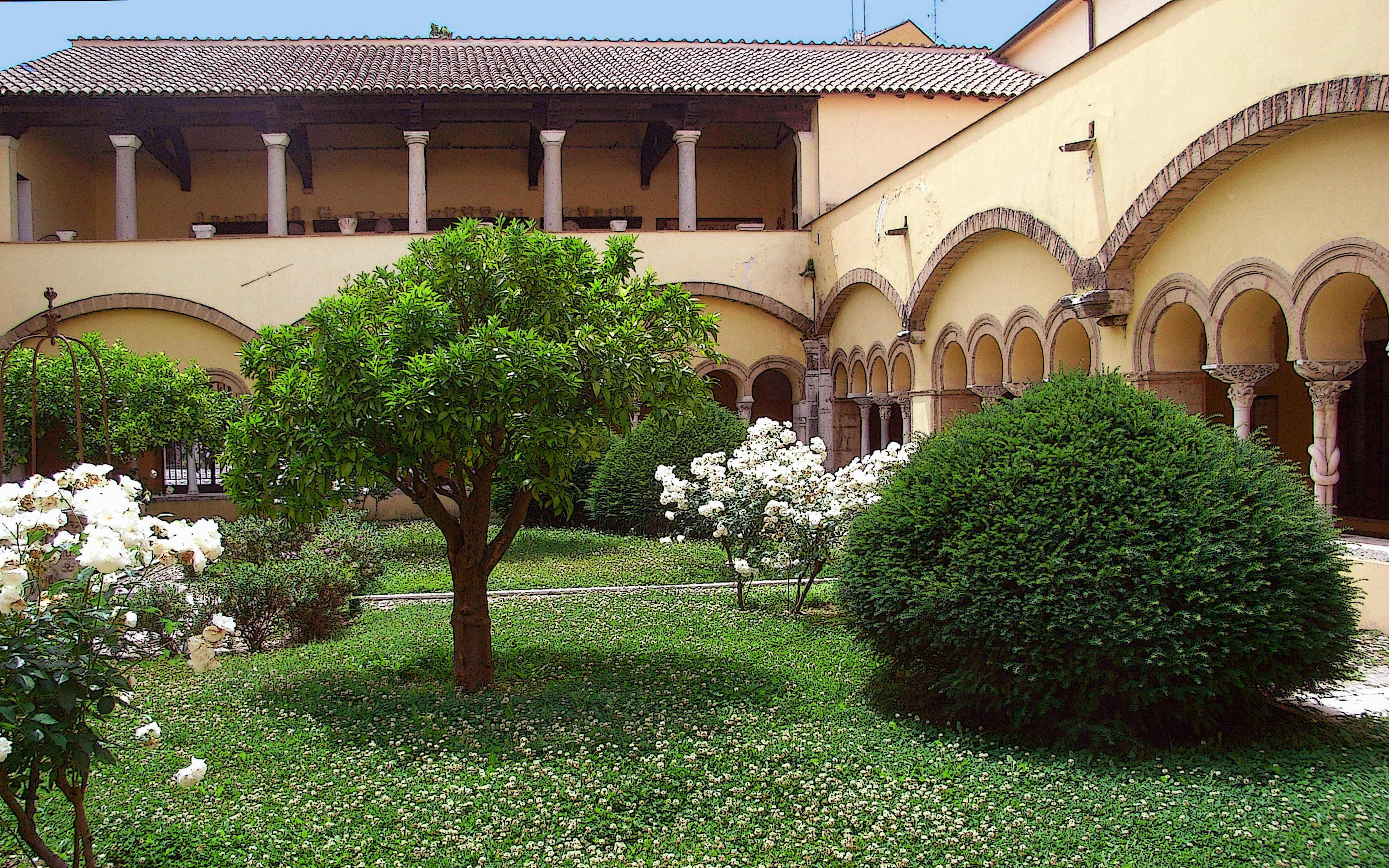
El claustro hoy

El monasterio anexo a la iglesia que existe hoy fue construido entre el 1142 y el 1176 por el abad Giovanni IV, en parte con fragmentos del precedente del siglo VIII, destruido por el terremoto de 986.
Su parte más destacada es el claustro, de la estructura románica-campana enriquecida al gusto árabe. Es de planta cuadrangular, compuesta por quince quadrifore y una trifora, que, en el ángulo sur, replegando con la quadrifora del otro lado para dar espacio a la iglesia, forma un ángulo que sobresale con bello efecto, existente ya quizás en el primer claustro construido en torno al siglo VIII. En el centro del jardín, un capitel hundido sirve de pozo.
Las aberturas del claustro están adornadas por 47 columnas de granito, caliza y alabastro, cada una con su característica, que sobre cada uno de los lados se siguen en una perspectiva compuesta. Apoyada en la base de 50 cm de alto, demuestran el gusto creativo tendiente a la originalidad de la obra, típico del tiempo, como los capiteles y los pulvínulos elaboradísimos, multifacéticos con las figuraciones más inesperadas: el follaje, alegorías, perfiles de figuras humanas y de animales, capturadas en momentos de vitalidad y fuerza. Desde la entrada de la abadía situada a la izquierda de la iglesia y de proceder en sentido contrario, se reconocen tres secuencias, por obra de tres monjes llamados el Maestro de los Meses, que realizó una serie de trabajos rurales del año (de los cuales se reconocen los de junio a diciembre), el Maestro de los Dragones y el Maestro del Paseo de los Elefantes.
Los arcos de las aperturas son un sexto más bajo, de gusto morisco. Apoyan la terraza de arriba, con el paseo evocador en el que se abren las habitaciones del antiguo monasterio, que han sufrido varias restauraciones y modernizaciones.
Bajo Arechis II y su mujer Adelperga, que protegieron a los talleres de Pablo el Diácono, en el monasterio florecieron las disputas doctrinales y las investigaciones humanistas, que continuaron en los siglos posteriores, hasta el punto que, en torno al Año Mil, era el centro de actividad tal que incluyó hasta 32 doctores de las artes liberales.
El scriptorium de Santa Sofía elaboró también la famosa «letra beneventina» (escritura beneventina) derivada de los caracteres lombardos y usada tanto en códices y documentos, hasta el siglo XIII, en todas las regiones del sur, salvo en Lucania y Calabria, hasta Dalmacia y par las islas Tremiti.
El antiguo monasterio es ahora sede del Museo del Sannio (junto con la Rocca dei Rettori); cuenta con una colección de hallazgos arqueológicos (entre los cuales están muchos restos del antiguo templo de Isis, como uno de los dos obeliscos), armas, grabados, monetas y una pinacoteca con pinturas del siglo XVI al XVIII.

## El campanario

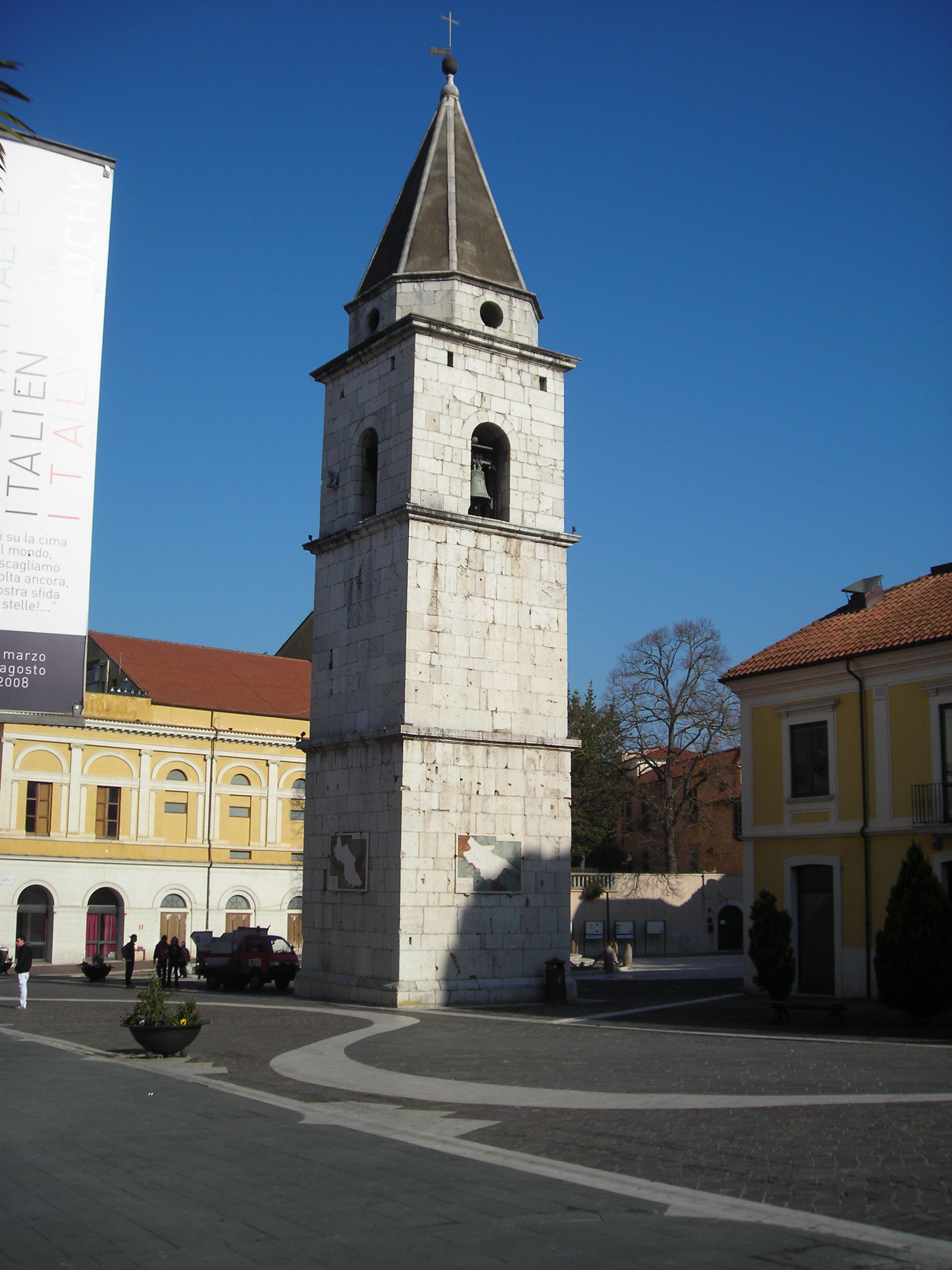
El campanario

El primer campanario fue construido por un tal Gregorio II, abad de Santa Sofía entre el 1038 y el 1056, bajo el principado de Pandolfo III, como se lee en un epígrafe escrito en caracteres lombardos, en una lápida encastrada en la pared meridional del actual, y protegía el sepulcro de Arechis II. Se derrumbó con el terremoto de 5 de junio de 1688, arruinando el atrio monumental construido en el siglo XI.
El nuevo campanario fue reconstruido en 1703, en una posición distinta a la original, en el ámbito de los muros que entonces cerraban el convento y el jardín. En el 1915 corría el riesgo de ser demolido por la administración municipal, que lo consideraba un estorbo inútil, y en absoluto una obra de arte a conservar; pero Corrado Ricci trabajó en el ministerio competente para que este trabajo de destrucción no se llevara a cabo.
En las paredes del campanario se pueden admirar los escudos de quienes dominaron Benevento, puestos en tiempos recientes, como la tabla de mármol de las fachadas sur y este, que recuerdan la extensión del Samnio antiguo y del Ducado de Benevento.

## La fuente

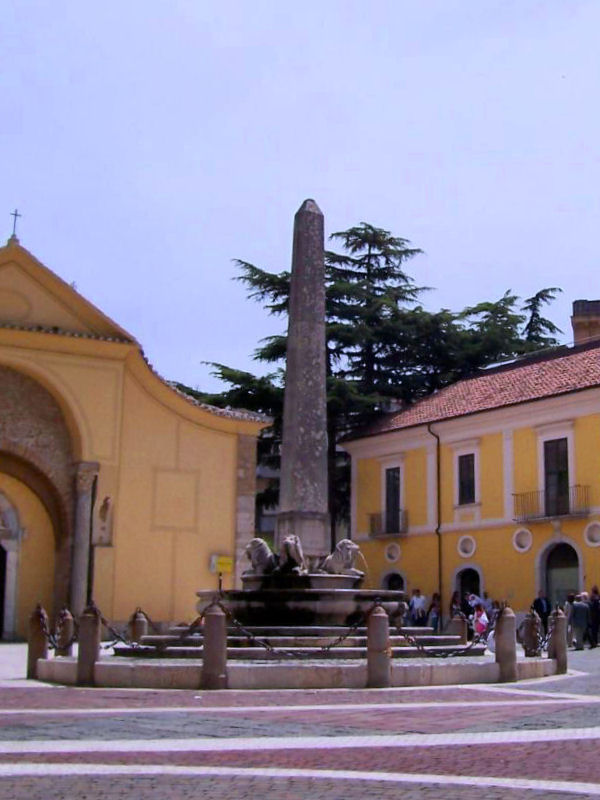
La fuente Chiaromonte

Creado en 1806 príncipe de Benevento, Talleyrand se propuso restaurar los más importantes monumentos ciudadanos. Su propuesta del gobernador Louis de Beer, una vez despejada la zona frente a la iglesia de Santa Sofía, hizo construir la fontana existente hoy.
Diseñada por el arquitecto Nicola Colle De Vita, está formada por una piscina circular en cuyo centro se encuentra un obelisco, en la parte posterior de cuatro leones de cuyas bocas surge el agua. El obelisco estaba coronado por un globo con el águila imperial, emblema de la Francia napoleónica, en bronce. En la fachada meridional del obelisco se leía la inscripción: Carolo Maurizio / Optimo Principi / Pro publico curato bono Cives Beneventani / D. /A. MDCCCIX. La realización de la obra costó 2.000 ducados. La plaza, dedicada a Talleyrand (su nombre era piazza Carlo Maurizio), fue donada por el príncipe al municipio con acto público, el 21 de abril de 1810.
Después de que el 1815, con el advenimiento de la Restauración, el epígrafe fue raspada a continuación, aunque algunas trazas podrían verse bajo la inscripción Fontana Chiaromonte - Pio VII con la que la fuente fue dedicada al papa (la palabra fontana, en vez de con t, había sido grabada con d; fue corregida más tarde). El águila imperial fue sustituido el trono papal con las sumas llaves y, posteriormente, este fue sustituido con el escudo de armas de 'Italia.
Entre los últimos trabajos de reordenación de la plaza, se han dejado dos ojos de buey de vidrio a los lados de la fuente, desde donde es posible ver las ruinas debajo. Sin embargo, en junio de 2014 se comenzó a trabajar en la eliminación de los ojos de buey como desgastados y, en consecuencia, peligrosos para los transeúntes.